# LatticeMico8
 (décembre 2017).
Si vous disposez d'ouvrages ou d'articles de référence ou si vous connaissez des sites web de qualité traitant du thème abordé ici, merci de compléter l'article en donnant les références utiles à sa vérifiabilité et en les liant à la section « Notes et références ».
Le LatticeMico8 est un processeur softcore optimisé pour les FPGA et les CPLD de Lattice Semiconductor. 

## Caractéristiques
Combinant un jeu d'instructions de 18 bits et 32 registres à usage général, le LatticeMico8 est un modèle Verilog adapté à une grande variété de marchés, incluant la communication, les consommateurs, le domaine du médical... Le cœur consomme peu de ressources matérielles (moins de 200 tables de correspondance dans sa plus petite configuration), tout en ayant de nombreuses utilisations.
- bus de données 8 bit
- Instructions 18 bit
- 32 registres à usage général
- 32 Octets de mémoire scratch interne
- Entrées/Sorties utilisant des "Ports" (jusqu'à 256 numéros de ports)
- 256 Octets de mémoire scratch externe optionnelle
- Deux cycles par instruction

## Licence
Le LatticeMico8 est sorti sous un nouveau type de licence des IP core (en), la première du genre offerte par un fabricant de FPGA[réf. nécessaire]. Les principaux bénéfices de l'utilisation de cet IP open source sont une grande flexibilité, une portabilité accrue, et l'absence de coûts. Ce nouvel accord fournit les avantages de l'open source et permet aux utilisateurs de mélanger des composants propriétaires et des cœurs open source. De plus, cela permet une distribution des travaux et des codes au format du FPGA sans l'accompagner du texte de licence.

## Sources
- (en) Cet article est partiellement ou en totalité issu de l’article de Wikipédia en anglais intitulé « LatticeMico8 » (voir la liste des auteurs).